# 207
Правління Септімія Севера в Римській імперії. У Китаї продовжується криза династії Хань, найбільшою державою на території Індії є Кушанська імперія, у Персії — Парфянське царство.
На території лісостепової України Черняхівська культура. У Північному Причорномор'ї готи й сармати.

## Події

### Астрономічні явища
- 14 травня. Кільцеподібне сонячне затемнення.[1]
- 7 листопада. Повне сонячне затемнення.[1]

## Народились
- Еміліан - майбутній римський імператор (дата приблизна).